# División de Honor B
División de Honor B – druga w hierarchii liga męskich ligowych rozgrywek rugby w Hiszpanii. Stanowi pośredni szczebel rozgrywkowy między División de Honor, a I ligą. Zmagania toczą się cyklicznie (co sezon) systemem kołowym i przeznaczone są dla 16 hiszpańskich klubów rugby, grających w dwóch grupach (pierwszej [północna] i drugiej [południowa]). Czołowe drużyny División de Honor B uzyskują awans do División de Honor, zaś najsłabsze zespoły relegowane są do I ligi. Od samego początku do dziś zarządzana przez Hiszpański Związek Rugby.

## Zasady

### Format
W lidze występuje 16 zespołów. Podzielone są one na dwie grupy, grając systemem ligowym (tj. "każdy z każdym, mecz i rewanż") w swojej grupie. Dwa najlepsze zespoły awansują do play-off. Zwycięzcy spotkań awansują do División de Honor. Dwa najsłabsze zespoły z grup rozgrywają baraże. Przegrani spadają do I ligi, a wygrani rozgrywają spotkania ze zwycięzcami I ligi.

### Punktacja
- 4 punkty za zwycięstwo
- 2 za remis
- 0 za porażkę
- Dodatkowy punkt:
  - za zdobycie co najmniej 4 przyłożeń
  - porażkę nie wyższą niż 7 punktów